# Јерменија на Светском првенству у атлетици у дворани 2010.
Јерменија је учествовала на Светском првенству у атлетици у дворани 2010. одржаном у Дохиу од 12. до 14. марта десети пут. Репрезентацију Јерменије представљала један атлетичар који се такичио у скоку удаљ.
Јерменија није освојила ниједну медаљу нити је оборен неки рекорд.

## Учесници
Мушкарци:
- Арсен Саргсјан — скок удаљ

## Резултати

### Мушкарци
| Атлетичар      | Дисциплина | Лични рекорд | Квалификације | Квалификације | Финале               | Финале        | Детаљи |
| Атлетичар      | Дисциплина | Лични рекорд | Резултат      | Место         | Резултат             | Место         | Детаљи |
| -------------- | ---------- | ------------ | ------------- | ------------- | -------------------- | ------------- | ------ |
| Арсен Саргсјан | Скок удаљ  | 7,93         | 7,45          | 13. груп. А   | Није се квалификовао | 26 / 26 /(27) |        |